# Prażskaja
Prażskaja (ros. Пражская – Praska) – stacja moskiewskiego metra linii Sierpuchowsko-Timiriaziewskaiej (kod 150). Została zbudowana przez czechosłowackich inżynierów - w zamian rosyjscy zbudowali stację Moskevská (obecnie Anděl) dla praskiego metra. Przez 15 lat pełniła funkcję stacji końcowej. Wyjścia prowadzą na ulice Kirowogradskaja, Krasnogo Majaka i do centrum handlowego Elektronnyj Raj (Электронный Рай).

## Konstrukcja i wystrój
Jednopoziomowa, trzynawowa, płytka stacja kolumnowa z jednym peronem. Posiada dwa rzędy kolumn pokrytych złotymi, metalowymi panelami. Ściany nad torami pokryto brązowymi płytkami ceramicznymi. Stacja jest wykończona na wzór stacji praskich. W westybulu ustawiono rzeźby przedstawiające historyczną i obecną Pragę. Wejście na stację ozdabia rzeźba Interkosmos (Интеркосмос). Pomiędzy stacjami Prażskaja i Ulica Akademika Jangiela zastosowano specjalne materiały w celu zmniejszenia stopnia hałasu i wibracji.